# Inter-Európa Bank
Az Inter-Európa Bank a magyar bankrendszer átalakulásának fontos szereplője volt az 1985-94-es időszakban. A nyolcvanas évek első felének szaporodó, a monolitikus bankrendszert diverzifikáló fejlesztési társaságai egyikéből nőtt kereskedelmi bankká. 1989-ben részesedést vásárolt benne az olasz San Paolo di Torino bank. 2008-ban, anyaházaik egyesülése után, beolvadt a CIB bankba.

## Története
- 1982.  43 magyar külkereskedelmi cég megalakítja az Interinvest Betéti Társaságot. A társaság célja a külkereskedelem fejlődését ösztönző beruházások finanszírozása. A társaság első igazgatója Csenger Zalán Attila.
- 1985.  A szakosított pénzintézeti jogosítványok megszerzése, Iványi György kinevezése a társaság vezetőjévé.
- 1988. Az Interinvest Bt jogutódjaként az Interbank Külkereskedelmi Fejlesztési Hitelintézet Rt megalapítása; a teljes körű kereskedelmi banki jogosítványok megszerzése; a Szabadság-téri bankközpont kiépítésének és számítógépes bankinformációs rendszer telepítésének megkezdése. A fiókhálózat kiépítésének megkezdése.
- 1989. A bankban 22,51%-os részesedést szerez az Instituto Bancario San Paolo di Torino;  a bank neve Inter-Európa Bank Rt-re módosul. Korszerű treasury és dealing-room kialakítása, deviza- és banklevelezési műveletek, okmányos meghitelezés bevezetése.
- 1993 A bank irányítási rendjének módosítása. Vezérigazgató Pier Franco Rubatto.
- 1994. július: A bank bevezetése a magyar tőzsdére (2004. szeptember) Lemond a bank elnöke, Iványi György, helyét dr. Bódy László, később Medgyessy Péter veszi át.
- 1998. március: 1,4 milliárd forintos alaptőke-emelés nyilvános részvényjegyzéssel
- 1998: a New York Broker Budapest Rt. és az Europool Befektetési Alapkezelő Rt. felvásárlása
- 2003. február 27.: a SanPaolo IMI SpA a bankban lévő 32,509%-os tulajdonát átruházza a SanPaolo IMI Internazionale SpA leányvállalatára
- 2007. január 1.: a bankban 85,866% részesedést szerez az Intesa Sanpaolo Csoport (jogutódlás)
- 2008. január 1.: beolvad a szintén az Intesa Sanpaolo Csoport által tulajdonolt CIB Bankba.

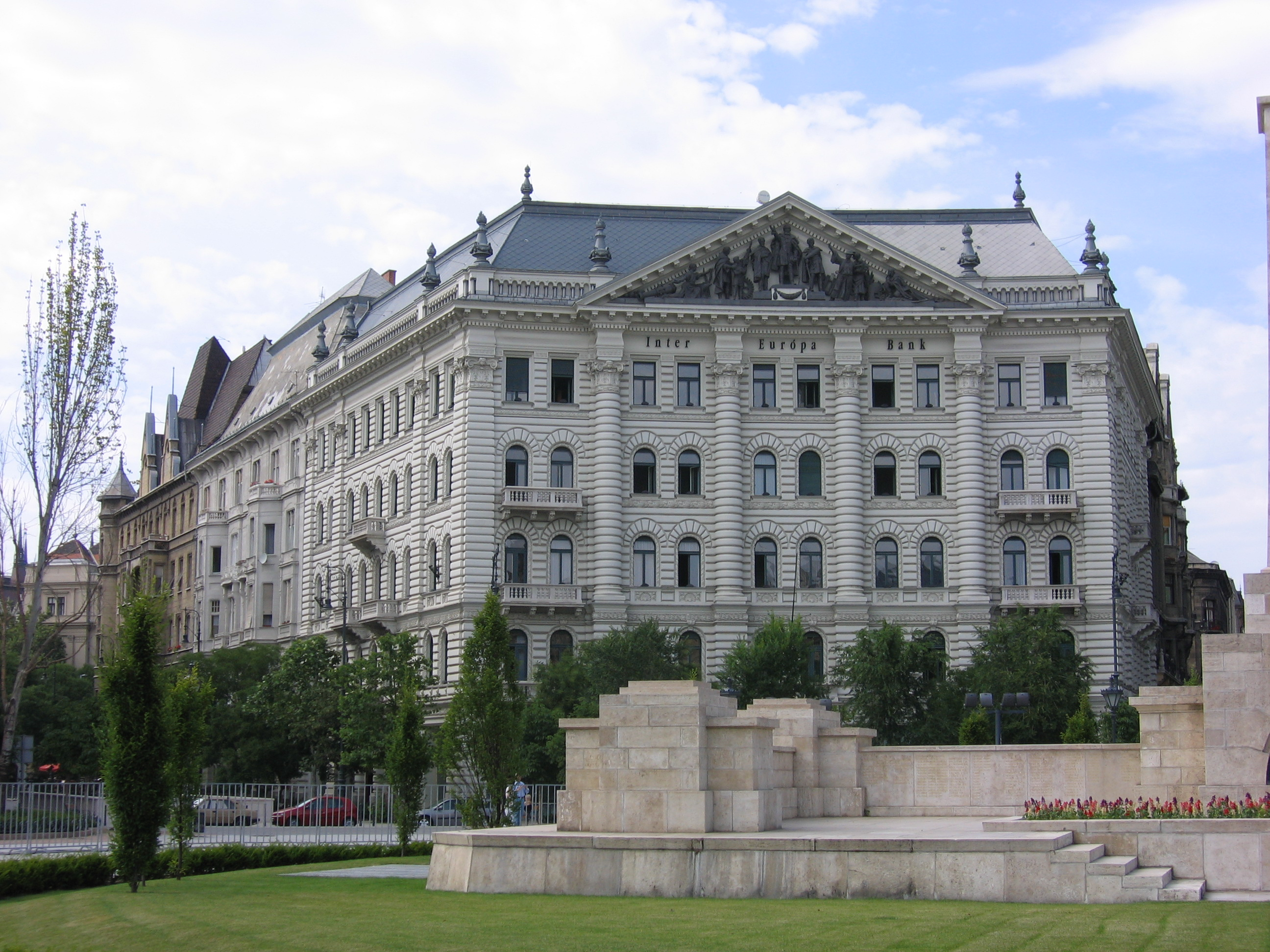
A bank egykori székháza a budapesti Szabadság téren, homlokzatán a bank nevével

A bank az 1985-1993-as időszakban rendkívül dinamikus fejlődést mutat fel. Mérlegfőösszege az 1985-ös 2 Mrd Ft-ról 89-re 10 Mrd, 90-re 25 Mrd, 91-re 35 Mrd, 93-ra 50 Mrd Ft-ra nő. A hazai alapítású magyarországi bankok közül elsőként 1988-89-ben korszerű bankinformációs rendszert telepít és megvalósítja a napi mérlegzárást. A dinamikus növekedést a bank a nyereségesség és likviditás folyamatos fenntartásával, stabil, fenntartható gazdálkodással éri el. Minősített (kétes) eszközállománya a 90-es évek pénzügyi válságának éveiben a bankrendszer átlagának töredékét sem éri el (0,8-1,2%); az egyetlen hazai bázisú, belföldi vezetés alatt álló bank, amely nem szorul konszolidációra, nem igényel és nem kap semmiféle költségvetési támogatást. 1993-ban a San Paulo di Torino átveszi a bank irányítását.

## Társasági adatok
- fiókok száma: 1989-ben 2; 1991-en 11; 2008-ban 33.
- Eredmény: A bank eredménye folyamatos növekedéssel 1990-re eléri, 91-re meghaladja az 1 Mrd Ft-ot, ezt követően a pénzügyi válság hatására visszaesik, azonban folyamatosan pozitív marad. Jelentősebb veszteségek leírására a bank csak néhány a 90-es évek közepétől végrehajtott átgondolatlan hitelművelet, illetve a New York Bróker megvásárlása miatt kényszerül. A bank korábbi dinamikus növekedése az évtized közepén megtörik.

## Tulajdonosok
1989-ig a bank részvényesei magyarországi külkereskedelmi vállalatok. 1989-ben a San Paolo di Torino Spa. 10 M USD tőkebefizetés ellenében megszerzi a bank 22,5%-át. San Paolo részére elkülönült részvényosztály (B. részvények) kerül kibocsátásra, egyes kulcskérdések a két részvényosztály elkülönített, egybehangzó döntését igénylik. Az A. osztály részvényeit a külkereskedelmi vállalatok 90-91-es privatizációját követően nagyszámú kisebb részvényes tulajdonolja. Az A. osztály tőzsdei bevezetését követően San Paolo di Torini, ill. jogutódai folyamatosan felvásárolják a bank részvényeit. A tulajdon megoszlása a CIB Bankba történő beolvadást megelőzően:    
- SanPaolo IMI Internazionale SpA (85,8664%)
- Holneth B.V. (9,9999%)
- kisbefektetők (4,1337%)

## Érdekeltségek
(A CIB Bankba történő beolvadást megelőzően)
- IE-New York Broker Zrt (100%)
- IE Befektetési Alapkezelő Rt. (100%)
- Inter-Európa Értékesítési Kft. (100%)
- Inter-Európa Fejlesztési Kft. (100%)
- Inter-Európa Consulting Kft. (100%)
- Inter-Európa Szolgáltató Kft. (100%)
- Inter-Európa Beruházó Kft. (100%)
- Inter-Invest Risk Management Vagyonkezelő Rt. (100%)
- IE Services Szolgáltató és Kereskedelmi Kft. (100%)

## Érdekességek
Az Inter-Európa Bank a magyar pénzintézeti rendszer átalakulásának fontos szereplője. Az 1980-as évek első felének szaporodó, a monolitikus bankrendszert diverzifikáló fejlesztési társaságai egyikéből nőtt kereskedelmi bankká, amely a nagyobb, állami tulajdonban lévő pénzintézeteket évekkel megelőzve, 1988-89-ben kiépítette informatikai rendszereit és bevezette a döntéshozatal és kockázatkezelés korszerű módszereit. A rendszerváltást követő pénzügyi válságot jelentős hitelveszteségek nélkül vészelte át, „mentőkötélre”, költségvetési támogatásra soha sem volt szüksége. Az 1989. évi részleges privatizációt követően a bank kihasználta a megnyíló nemzetközi bankkapcsolati és devizaműveleti lehetőségeket, fejlődése az évtized közepéig tovább gyorsult.
A bank a Szabadság téri központ és első fiókjai építészeti megvalósításáért (vezető tervező Dévényi Tamás, bútorzat Norman Foster) Podmaniczky-díjat kapott. Részt vett a Budapesti Értéktőzsde elő-intézménye az Értékpapír-kereskedelmi Megállapodás, majd a tőzsde és a Magyar Bankszövetség megalapításában.
A bank 1992-re minden gazdálkodási mutatója tekintetében utolérte a kereskedelmi banki működését korábban megkezdő, közvetlen versenytársának tekintett CIB Bankot, fejlődése azonban az 1993-ban bekövetkezett vezetés-váltást követően lelassult, az évtized második felében pedig jelentős eszköz-leértékelésekre is kényszerült. 2008-ban, amikor az olaszországi anyaházak összeolvadását – az Intesa Sanpaolo csoport létrejöttét – követően az IEB beolvadt a CIB Bankba, a CIB főösszege már az IEB főösszegének mintegy hétszerese volt.